# Кукурику

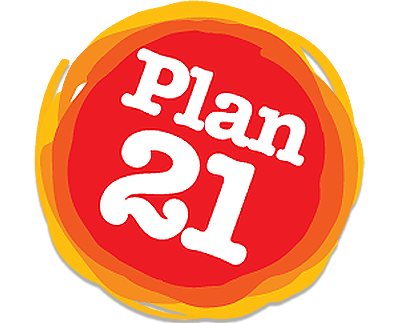
Логотип коалиционной программы

Коалиция Кукурику (хорв. Kukuriku koalicija), ранее известная как Союз за перемены (хорв. Savez za promjene) — левоцентристская коалиция в Хорватии, сформированная в 2010 году. Своё название получила по имени ресторана «Kukuriku» (с хорв. — «Кукареку»), в котором проходили переговоры о создании коалиции. На выборах в парламент Хорватии 2011 года одержала победу, получив 79 мест из 151.

## Участники
- Социал-демократическая партия Хорватии
- Хорватская народная партия — Либеральные демократы
- Демократическая ассамблея Истрии
- Хорватская партия пенсионеров.

## Программа
15 сентября 2011 года коалиция официально представила свою программу «План 21».